# Riedel von Löwenstern

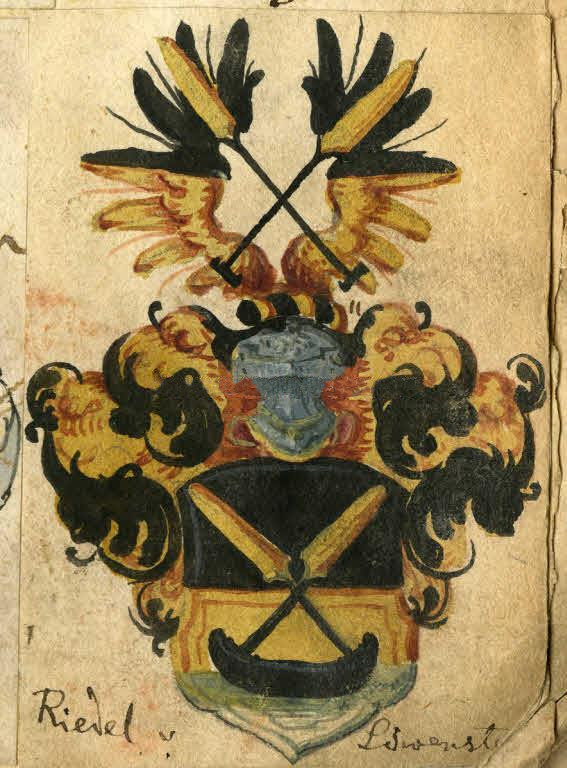
Stammwappen der Riedel (1596)

Riedel von Löwenstern (auch: Riedel von Leuenstern, bzw. Lewenstern) war der Name eines schlesischen briefadeligen Geschlechts, das in den Freiherrenstand erhoben wurde. 

## Geschichte
Am 6. Dezember 1596 verlieh Kaiser Rudolf II. in Prag den Brüdern Peter († 1. August 1626) und Georg Riedel († 25. Dezember 1617), beide Bürger von Breslau, einen Wappenbrief. Gaue gab als Ahnherr der Familie den Sohn von Peter, George Riedel an, welcher sich Mitte des 17. Jahrhunderts als Kriegsoberst unter dem Bischof von Münster Christoph Bernhard von Galen und Kaiser Leopold I. verdient gemacht hatte und dafür zusammen mit seinen Brüdern Lorenz und Matthäus am 7. Mai 1636 den Adelsstand und das Prädikat „von Leuenstern“ erhielt. Den Stamm führte der Breslauer Ratsherr und Kämmerer Matthäus Riedel von Löwenstern (* um 1604; † 25. Februar 1670) fort, welcher auf seinen Gütern ein Familienfideikommiss errichtete. Im Laufe seines Lebens brachte er die Güter Seiffersdorf bei Ohlau, Treschen, Sadewitz und Romberg bei Breslau sowie Leipe und Petersgrund bei Ohlau an sich. Auf seinem Epitaph in der Breslauer Elisabethkirche steht die Inschrift:

„Alhier ruhen die Verbliche= nen Körper Hr. Matthes Riedel Von Lewenstern Auf Treschen u. Seyffersdorf des Raths allhir. Und Fr. Marga- retha Riedelin Geborne Beckerin Von Rosenfeld. Er zwar im Jahr 1670 den 25 Febr: Sie aber im Jahr 1683 den 3 Novem: Dem Allgemeinen Geseze nach: Du solt zur Erden werden, der Anzahl der Lebendigen entnommen und wie fle biß in das 35 Jahr In einem Keuschen Ehebette In Ein- trächtigkeit verbunden Also haben Sie auch höchlich verlangt in ungezweifelter wiedervereinigung der Seele mit verklärtem Leibe ungetrennt in einem Grabe zu verwesen.“

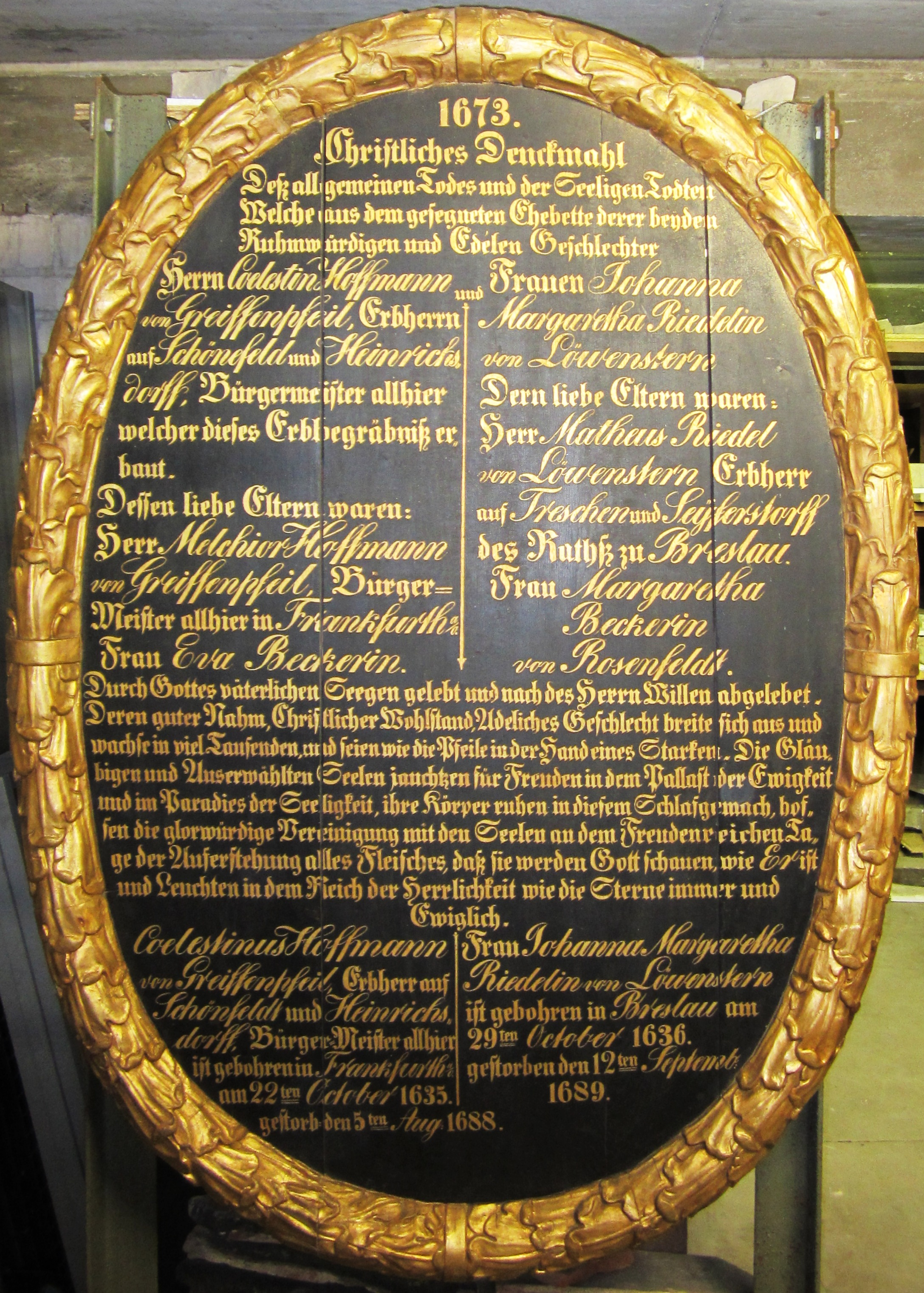
Epitaph Greiffenpfeil

Die Tochter des Matthäus Riedel von Löwenstern heiratete den Bürgermeister von Frankfurt (Oder) Cölestin Hoffmann von Greiffenpfeil. Am 18. November 1700 wurde ein anderer Matthäus Riedel von Löwenstern, nach Pusch Sohn des Lorenz Riedel von Löwenstern, in den erblichen böhmischen Freiherrenstand erhoben. Ende des 18. Jahrhunderts war Friedrich August von Riedel und Löwenstern († 20. Oktober 1796) königlich-preußischer Landrat und Landschaftsdirektor, als möglicherweise letzter seines Geschlechts.

## Wappen
- Blasonierung des Stammwappens (1596): Von Gold und Schwarz geteilt mit geflutetem blauen Schildfuß auf dem ein schwarzer Kahn steht, in demselben zwei aufwärts ins Andreaskreuz gestellte durch die Teilungslinie geteilte Ruder in gewechselten Farben. Auf dem schwarz-golden bewulstete Helm mit schwarz-goldenen Helmdecken ein von Schwarz und Gold geteilter offener Flug, davor die gekreuzten Ruder.
- Blasonierung des gebesserten Wappens (1636): Geteilt und oben Blau durch schwarze aufsteigende Spitze gespalten, in den blauen Plätzen je ein goldener Stern; unten Gold mit geflutetem blauen Fuß auf dem ein schwarzer Kahn steht, in demselben zwei aufwärts geschrägte goldene Ruder, die die schwarze Spitze belegen. Auf dem gekrönten Helm mit schwarz-goldenen Decken ein gekrönter wachsender doppelschwänziger goldener Löwe in den Vorderpranken einen goldenen Stern haltend.[3]
- Blasonierung des Freiherrenwappens (1700): Geviert. Felder 1 und 4 in Schwarz rechts gewendet, ein gekrönter, doppelschwänziger Löwe mit der rechten Vorderpranke einen goldenen Stern haltend; Feld 2 geteilt, oben nochmals von Schwarz und Gold geteilt, unten natürliches, die Teilung ausfüllendes Wasser, auf dem ein goldener Kahn, in dem zwei gleiche geschrägte Ruder stehen, schwimmt; Feld 3 in Blau ein goldener Stern. Keine Helme, sondern reichgearbeitete Krone, wie solche auch die beiden doppelschwänzigen goldenen Löwen (Schildhalter) tragen.[3]

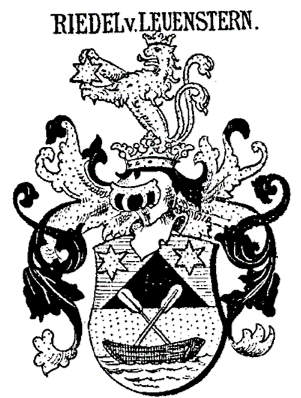
Gebessertes Wappen der Riedel von Leuenstern (1636)
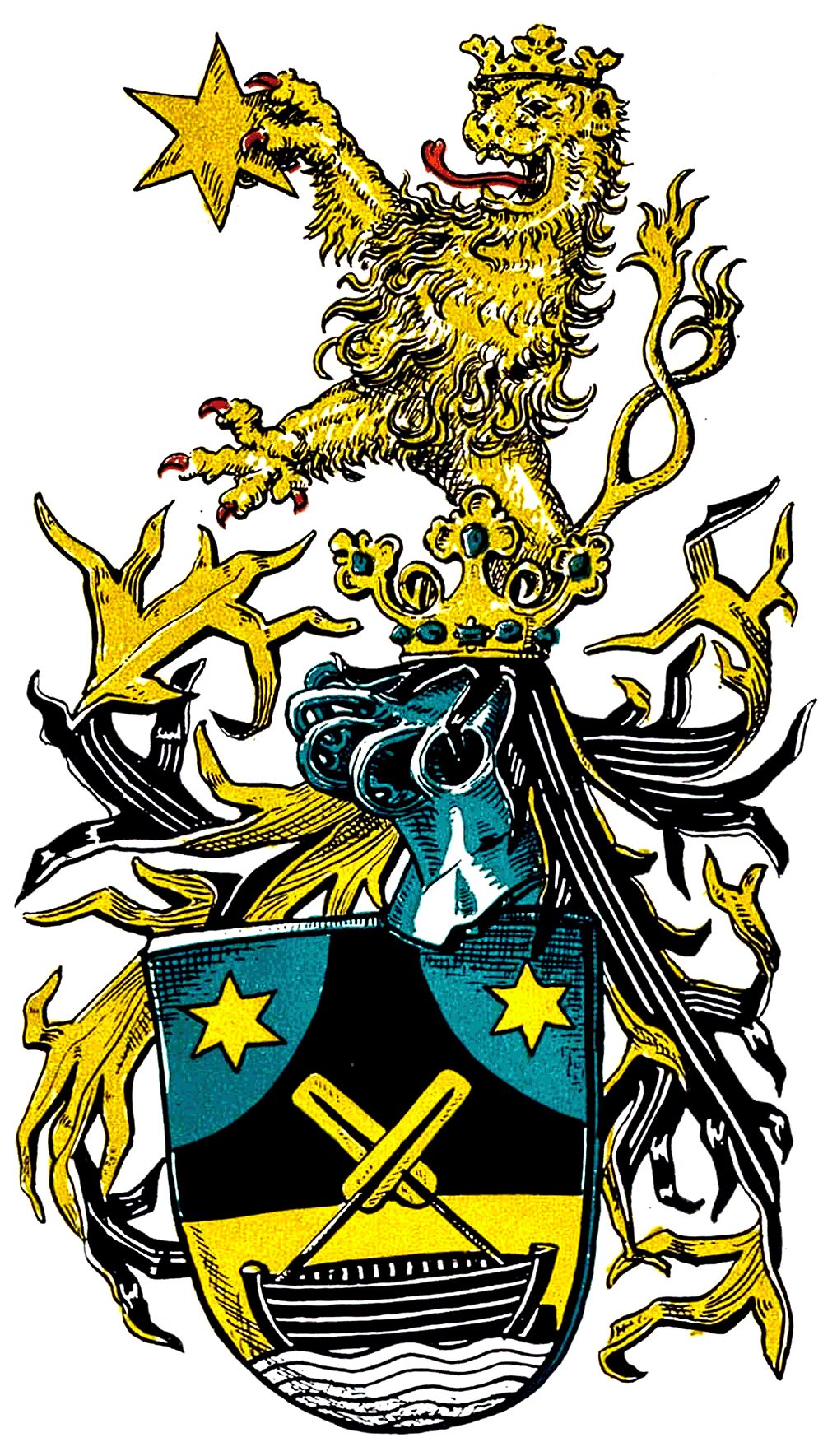
Wappen der Riedel von Löwenstern (Rudolf Stein)
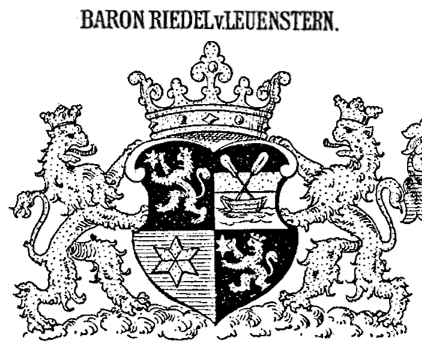
Wappen der Freiherren Riedel von Leuenstern (1700)